# 1月3日 (旧暦)
旧暦1月3日（きゅうれきいちがつみっか）は、旧暦1月の3日目である。六曜は先負である。

## できごと
- 仁徳天皇1年（ユリウス暦313年2月14日） - 第16代天皇・仁徳天皇が即位。
- 斉明天皇1年（ユリウス暦655年2月14日） - 皇極天皇が再び即位し、第37代天皇・斉明天皇になる。
- 天智天皇7年（ユリウス暦668年2月20日） - 大化の改新後、皇太子として実権を握っていた中大兄皇子が即位。第38代天皇・天智天皇になる。
- 承和元年（ユリウス暦834年2月14日） - 天長から承和に改元。
- 嘉永4年（グレゴリオ暦1851年2月3日） - ジョン万次郎がアメリカから10年ぶりに帰国。
- 明治元年（グレゴリオ暦1868年1月27日） - 鳥羽・伏見の戦い。鳥羽・伏見で幕府軍と新政府軍が衝突し、幕府軍が敗走する。戊辰戦争の始まり。
- 明治3年（グレゴリオ暦1870年2月3日） - 「大教宣布の詔」発布。国家神道の始まり。

## 誕生日
- 貞元元年（ユリウス暦976年2月5日） - 三条天皇、第67代天皇（+ 1017年）
- 承安2年（ユリウス暦1172年1月29日） - 大友能直、武将（+ 1223年）
- 享禄3年（ユリウス暦1530年1月31日） - 大友宗麟、豊後の戦国大名（+ 1587年）
- 寛文2年（グレゴリオ暦1662年2月21日） - 志太野坡、俳人（+ 1740年）
- 寛文9年（グレゴリオ暦1669年2月3日） - 荷田春満、国学者、国学四大人の一人（+ 1736年）
- 天保11年（グレゴリオ暦1840年2月5日） - 法印大五郎、侠客、清水次郎長一家の一人（+ 1919年）
- 安政2年（グレゴリオ暦1855年2月19日） - 初代西ノ海嘉治郎、第16代横綱（+ 1908年）
- 万延元年（グレゴリオ暦1860年1月25日） - 加藤高明、第24代内閣総理大臣（+ 1926年）
- 明治5年（グレゴリオ暦1872年2月11日） - 築田多吉、看護師（+ 1958年）

## 忌日
- 寛和元年（ユリウス暦985年1月26日） - 良源、天台宗中興の祖（* 912年）
- 永暦元年（ユリウス暦1160年2月11日） - 源義朝、武将（* 1123年）
- 慶長20年（グレゴリオ暦1615年1月31日） - 宗義智、対馬府中藩主（* 1568年）
- 元文5年（グレゴリオ暦1740年1月31日） - 志太野坡、俳人、蕉門十哲の一人（* 1663年）
- 嘉慶4年（グレゴリオ暦1799年2月7日） - 乾隆帝、清の第6代皇帝（* 1711年）

## 記念日・年中行事
- 三日正月